# Ectropothecium brachystelium
Ectropothecium brachystelium là một loài Rêu trong họ Hypnaceae. Loài này được (Hampe) Paris mô tả khoa học đầu tiên năm 1896.